# Nectria
Nectria és un gènere de fongs ascomicets. La majoria són sapròfits sobre la fusta en descomposició però algunes espècies són paràsites dels arbres i especialment dels arbres fruiters (per exemple la pomera) i un gran nombre d'arbres de fusta dura. Algunes espècies causen el xancre com el de la pomera i altres malalties fúngiques.
IÉs un gènere ubic a l'Europa de clima temperat i Amèrica del Nord (on també afecta diverses espècies forestals) i ha estat introduït a Nova Zelanda i Austràlia. Algunes espècies de Nectria també es troben en climes més càlids com el de Hawaii. Segons la desena edició (2008) del Dictionary of the Fungi aquest gènere té 82 espècies.

## Taxonomia
- Nectria cinnabarina
- Nectria coccinea
- Nectria ditissima
- Nectria diversispora
- Nectria eustromatica
- Nectria foliicola
- Nectria fragilis
- Nectria fuckeliana
- Nectria galligena
- Nectria haematococca
- Nectria episphaeria
- Nectria magnoliae
- Nectria mammoidea var. rubi
- Nectria mauritiicola
- Nectria peziza
- Nectria pseudotrichia
- Nectria punicea
- Nectria radicicola
- Nectria ramulariae